# Chilenana flexa
Chilenana flexa är en insektsart som beskrevs av Delong och Freytag 1967. Chilenana flexa ingår i släktet Chilenana och familjen dvärgstritar. Inga underarter finns listade i Catalogue of Life.